# Decolarea
Decolarea este un film românesc din 1971 regizat de Timotei Ursu. Rolurile principale au fost interpretate de actorii Liviu Ciulei, Emil Hossu, Monica Ghiuță.

## Distribuție
Distribuția filmului este alcătuită din:
- Emil Hossu — Paul Bentu
- Nicolae Mavrodin — Ștefan
- Constantin Guriță — Călătorul
- Gheorghe Nuțescu — Filimon
- Emanoil Petruț — Activistul
- Monica Ghiuță — Valentina
- Liviu Ciulei — Barcan
- Radu Gheorghe — Duga
- Marin D. Aurelian — Chiș
- Valentino Dain — Simion
- George Motoi — Doctorul
- Timotei Ursu
- Carmen Galin — Stewardesa

## Primire
Filmul a fost vizionat de 1.351.828 de spectatori în cinematografele din România, după cum atestă o situație a numărului de spectatori înregistrat de filmele românești de la data premierei și până la data de 31 decembrie 2014 alcătuită de Centrul Național al Cinematografiei.